# Dekelia
Dekelia (anglicky Eastern Sovereign Base Area) je východní část zámořského území Spojeného království Akrotiri a Dekelia. Nachází na jihozápadním pobřeží Kypru mezi městy Larnaka a Famagusta a je z jihu omýváno vodami Larnackého zálivu. Na západě území hraničí s Kyperskou republikou a s Nárazníkovou zónou OSN, na severu se Severokyperskou tureckou republikou a na východě opět s Kyperskou republikou. Část území v okolí Ayios Nikolaos je se zbytkem spojena koridorem, kterým vede silnice a který zároveň tvoří hranici mezi Severokyperskou tureckou republikou na severu a Kyperskou republikou na jihu. Toto území okolo Ayiose Nikolaose ležící západně od Famagusty má pak hranici se Severokyperskou tureckou republikou na severu a Kyperskou republikou na jihu a také s nejvýchodnější částí Nárazníkové zóny OSN.
Na území se skládá z vojenské základny britských ozbrojených sil Ayios Nikolaos a částí distriktů dvanácti vesnic. Správní středisko se nachází v Episkopi, které je součástí Akrotiri a je z něj vykonávána správa celého území Akrotiri a Dekelia.